# Jarosław Bester
Jarosław Bester (ur. 1976) – polski akordeonista i kompozytor. Twórca Bester Quartet (dawniej The Cracow Klezmer Band).

## Kariera
Ukończył Akademię Muzyczną w Krakowie. W 1997 roku założył Bester Quartet (dawniej The Cracow Klezmer Band). Od 2020 roku doktor sztuk muzycznych uzyskany na Akademii Muzycznej w Gdańsku.
Koncertował w najważniejszych salach koncertowych świata, m.in. w: USA, Wielkiej Brytanii, Tajwanie, Szwecji, Szwajcarii, Austrii, Niemczech, Francji, Rosji, Ukrainie, Węgrzech, Belgii, Holandii, Czechach, Finlandii, Włoszech, Estonii, Kanadzie, Hiszpanii, Mołdawii, Bułgarii, Serbii, Słowacji, Białorusi, Turcji, Brazylii.
Współpracował z cenionymi reprezentantami sceny muzyki improwizowanej i klasycznej, takimi jak: John Zorn, Tomasz Stańko, John McClean, Don Byron, Grażyna Auguścik, Kurt Rosenwinkel, Frank London, Ernie Adams, Jerzy Maksymiuk, Waldemar Malicki, Vadim Brodsky, Jorgos Skolias, Vitold Rek, Bronek Duży, Dorota Miśkiewicz i wielu innych.
Jest laureatem wielu międzynarodowych konkursów, m.in.:
- I nagroda – Ogólnopolski Konkurs Akordeonowy (Polska 1991)
- I nagroda – I Festiwal Muzyki Akordeonowej (Polska 1993)
- I nagroda – II Festiwal Muzyki Akordeonowej (Polska 1993)
- II nagroda – Ogólnopolski Konkurs Akordeonowy (Polska 1994)
- I nagroda – Międzywojewódzki konkurs Akordeonowy (Polska 1994)
- II nagroda – Ogólnopolski Konkurs Akordeonowy (Polska 1996)
- V nagroda – Międzynarodowy Konkurs Akordeonowy (Niemcy 1996)
- I nagroda – Ogólnopolski Konkurs Akordeonowy (Polska 1997)
- Nagroda Specjalna Rektora Akademii Muzycznej w Łodzi (Polska 1997)
- II nagroda w kategorii „ Zespoły kameralne” (Polska 1998)
- III nagroda w kategorii „Trio” – III Międzynarodowy Konkurs Muzyki Kameralnej im. Krzysztofa Pendereckiego (Polska 1999)
- I nagroda w Kategorii „Trio” – IV Międzynarodowe Spotkania Akordeonowe (Polska 2000)
- Grand Prix – Nagroda Prezesa Polskiego Radia (Polska 2000)

## Dyskografia
- De Profundis – Tzadik New York 2000, TZ 7143
- The Warriors – Tzadik New York 2001, TZ 7157
- Bereshit – Tzadik New York 2003, TZ 7183
- Sanatorium Under the Sign of the Hourglass – Tzadik New York 2005, TZ 7349
- Balan – Tzadik New York 2006 TZ 7358
- Remembrance – Tzadik New York 2007 TZ 8116
- Masada Anniversary ediotion vol. 2 – Voices of the Wilderness – Tzadik New York 2003, TZ 7172
- Metamorphoses – Tzadik 2012, TZ 8170
- The Golden Land – Tzadik 2013, TZ 8178
- Krakoff (DVD /Audio) – For Tune 2013
- Rebetiko Poloniko - For Tune 2019[9]
- Bajgelman. Get to Tango - PWM - Anaklasis 2020[10]
- Piazzolla Angels – For Tune 2021[11]
- Hustle and Bustle – For Tune 2022[12]

### Gościnnie
- PastForward – GMA Records 1724-5 (2003) produced by Grazyna Auguscik
- River – GMA Records 1724-4 (2001/2002) produced by Grazyna Auguscik
- Sztetlah – Dembitzer Music (2005) produced by Ireneusz Socha
- Vitold Rek & EastWestWind – Taso Music (2006) produced by Vitold Rek
- Grazyna Auguscik Group Live Sounds – GMA Records (2007) Producer by Grazyna Auguscik
- A ty siej – Habakuk – EMI Music Poland (2007)
- Dobrej nocy i Sza – G. Auguścik & A. Oleś – Format (2008)
- Bal u Pana Boga – J. Słowińska & J. Bester – 2010
- 100 for 100 - A. krzanowski - Audycja IV- PWM edition (2018)[13]